# Racismo acadêmico
O racismo acadêmico é uma das ramificações do racismo que se manifesta no âmbito das instituições educacionais, notadamente as de ensino superior. Trata-se de uma das características estruturais do racismo expressa nos espaços acadêmicos, podendo se ocorrer de forma velada ou explícita. Manifesta-se por meio de práticas discriminatórias e exclusão de indivíduos com base na raça ou origem étnica, que findam por perpetuar as desigualdades, a exemplo da dificuldade dos povos negros e indígenas no acesso à educação superior, ou ainda na desconsideração do conhecimento científico produzido por esses indivíduos, limitando a diversidade no ambiente acadêmico.
Destaca-se, ainda, a existência de um viés racial na publicação científica, onde pesquisadores de origens raciais minoritárias enfrentam barreiras e têm menor probabilidade de ter seus trabalhos aceitos para publicação em comparação com os colegas brancos. Tal contexto reflete a imposição da ótica ocidental dominante nos países desde a colonização, de modo que os conhecimentos produzidos pelos povos colonizados, como negros e indígenas, sofrem apagamento na história do conhecimento, ações que se traduzem em uma maior afiliação da pesquisa universitária aos conhecimentos europeus, anulando ou encobrindo a produção acadêmica e científica das pessoas racializadas.

## Perspectiva brasileira
De acordo com um estudo do IBGE, em 2018, pela primeira vez, mais da metade dos estudantes universitários do Brasil são de origem racial negra, uma vez que, naquele ano, os estudantes pretos e pardos compunham 50,3% do total de matrículas em instituições públicas de ensino superior. Tal número se deve às ações afirmativas que estabeleceram cotas raciais nas instituições de ensino do país por meio da Lei 12.711/2012.